# 喬·斯卡伯勒
查尔斯·约瑟夫·“喬”·斯卡伯勒（英語：Charles Joseph Scarborough，1963年4月9日—）是美国的一位新聞主播、廣播節目主持人、作家、政治人物，並曾經當選佛罗里达州的聯邦眾議員。

## 簡介
1995年至2001年是佛羅里達州第1選區的美國眾議院議員。当时他的黨籍是共和黨，立场極为保守。
斯卡伯勒自2007年在偏左派的MSNBC主持Morning Joe政论節目。他是2011年時代雜誌最有影響力100人之一。
相比于其他政治立场極为左倾及偏颇的MSNBC節目主持，Morning Joe憑藉客观分析及嚴格批评政府政策並且不分党派，口碑一直甚佳。
在2016年唐納·川普競選美國总统后，斯卡伯勒是最早预期川普会勝出共和党提名并最终当選总統的主持之一，他亦極力去批评川普政府的政策。2017年他退出共和党。